# Edmund de Langley
Edmund de Langley, Cavaller de la Lligacama (5 de juny de 1341 - 1 d'agost de 1402), 1r Duc de York, va ser el quart fill del rei Eduard III d'Anglaterra que va arribar a l'edat adulta. Nasqué a Kings Langleym a Hertfordshire, als vint-i-un anys fou nomenat Comte de Cambridge i el 6 d'agost de 1385 era elevat a Duc de York.
Va ser el fundador de la Casa de York, i a través del matrimoni del seu segon fill Ricard, la seva línia presentaria la candidatura al tron d'Anglaterra que desenllaçaria en les guerres civils conegudes com la Guerra de les Dues Roses.
Morí als 61 anys al seu poble natal, on fou sepultat.

## Núpcies i descendents
La seva primera esposa va ser Isabel de Castella, una filla de Pere el Cruel i Maria de Padilla. Van casar-se a Wallingfor el 1373 i tingueren dos fills i una filla:
- Eduard de Norwich (1373-1415). Mort a la Batalla d'Azencourt.
- Ricard de Conisburgh (vers 1375-1415). 3r comte de Cambridge. Executat per traïció per Enric V.
- Constança (vers 1375-1416). Avantpassada de la reina Anna Neville.

Després de la mort d'Isabel el 1392 es va casar amb Joana de Holland. El matrimoni no tingué descendència.